# 奧斯特坎帕內山
奧斯特坎帕內山是南極洲的山峰，位於東部南極洲的毛德皇后地，屬於南龍達訥山脈的一部分，處於梅尼帕峰以北8公里，海拔高度2,210米，該山峰由挪威的製圖師根據空中照片繪入地圖。
71°47′S 25°15′E / 71.783°S 25.250°E